# Mbong Amata
Mbong Amata (21 de noviembre de 1985) es una actriz nigeriana.

## Carrera
Ha actuado en películas como Black November, Forgetting June e Inale. Ganó el concurso la "Chica más bella" (Akwa Ibom) en 2003, y fue la segunda finalista en Miss Nigeria 2004.

## Filmografía
- Inale
- Black November
- Forgetting June
- From Freetown
- Mary Slessor
- Darima's Dilemma
- Black Gold
- Wheel of Change
- Champagne (2014)[2][3][4]
- The Banker (2015)
- A Little White Lie (2016)

## Vida personal
En 2001 en una audición en Calabar conoció a Jeta Amata. Dos años después, cuando ella tenía 18 años, comenzaron a salir. Se casaron en 2008 y su hija Veno nació más tarde ese año. En 2013 se separaron y en 2014 se divorciaron.
Mbong vive entre Los Ángeles y Lagos.